# 内蔵式ギアボックス

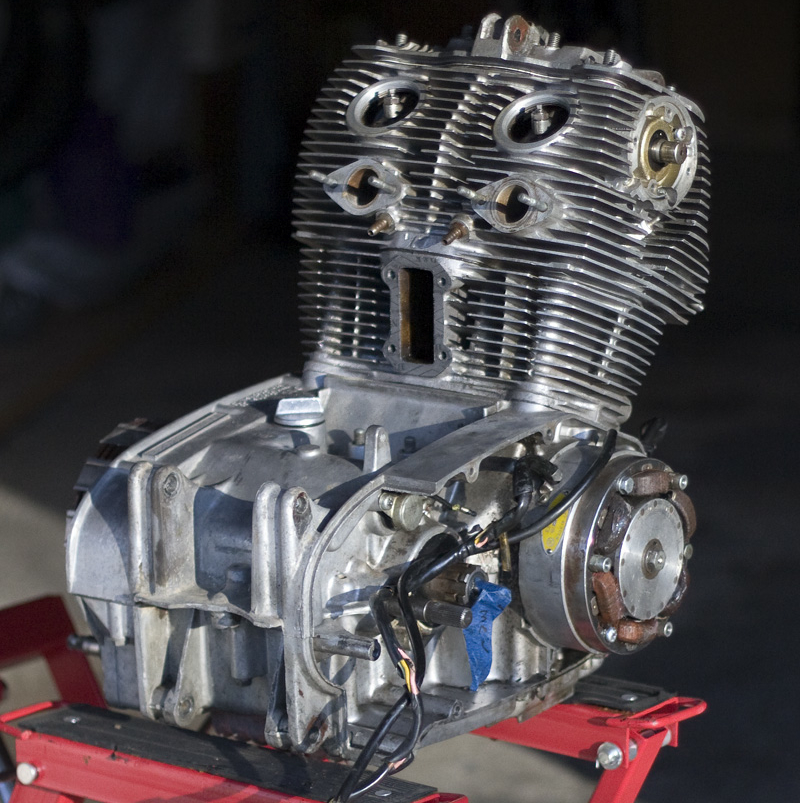
1962年式ホンダ・CB77 スーパーホークの305cc並列2気筒エンジン。水平分割型クランクケースを採用し、エンジンとギアボックスの完全な一体化を実現している。

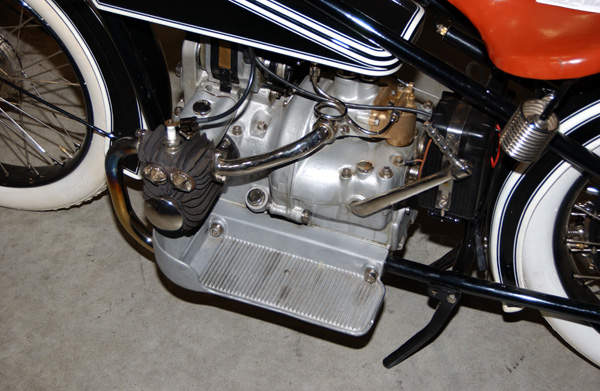
1923年式BMW・R32の水平対向2気筒エンジンと縦置き一体式ギアボックス

内蔵式ギアボックス（ないぞうしきギアボックス）とは、オートバイのトランスミッションの形態の一つであり、オートバイ用エンジンと一体化したギアボックスを持つものを指す。一体式ギアボックス(Unit construction)とも呼ばれる。

## 概要
内蔵式ギアボックスはクランクケースと筐体を一体化して、エンジンを潤滑するエンジンオイルで変速機構も潤滑する場合が多い。モト・グッツィやBMWなどの縦置きエンジン搭載車種に用いられるギアボックスはクランクケースと一体化されていないが、一体式ギアボックスとして包括的に扱われることもある。
内蔵式ギアボックスは筐体構造が一体化していることで、車体への搭載が容易でフレーム構造を簡易で軽量な構造とすることができ、フレーム形式によってはエンジンユニット自体を強度部材の一部として利用して、さらに軽量化が可能になる。クランクシャウトとインプットシャフトを結ぶ一次伝達の短縮が可能で、エンジンユニットの軽量化と駆動伝達の高効率化ができる。エンジンとギアボックスの潤滑を共有化することは、内部に隔壁のない簡易で軽量な筐体構造とできる。
一方で、エンジンとギアボックスを一種類のオイルで潤滑するため、オイルにはエンジンオイルとしての機能とギアオイルとしての機能が求められる。エンジンからトランスミッションを分離することができない構造により、トランスミッション単体での分解整備ができないほか、ギアボックス全体を他の車種から流用してギヤ比の構成を変更するといった方法が採れない。
一次伝達にチェーンを利用する方式ではプライマリーチェーンを同時に潤滑することができるが、この場合はチェーンの寿命を延ばすことができる一方、ケースを分解せずに張りを調整することが難しくなる。

## 2ストロークエンジン

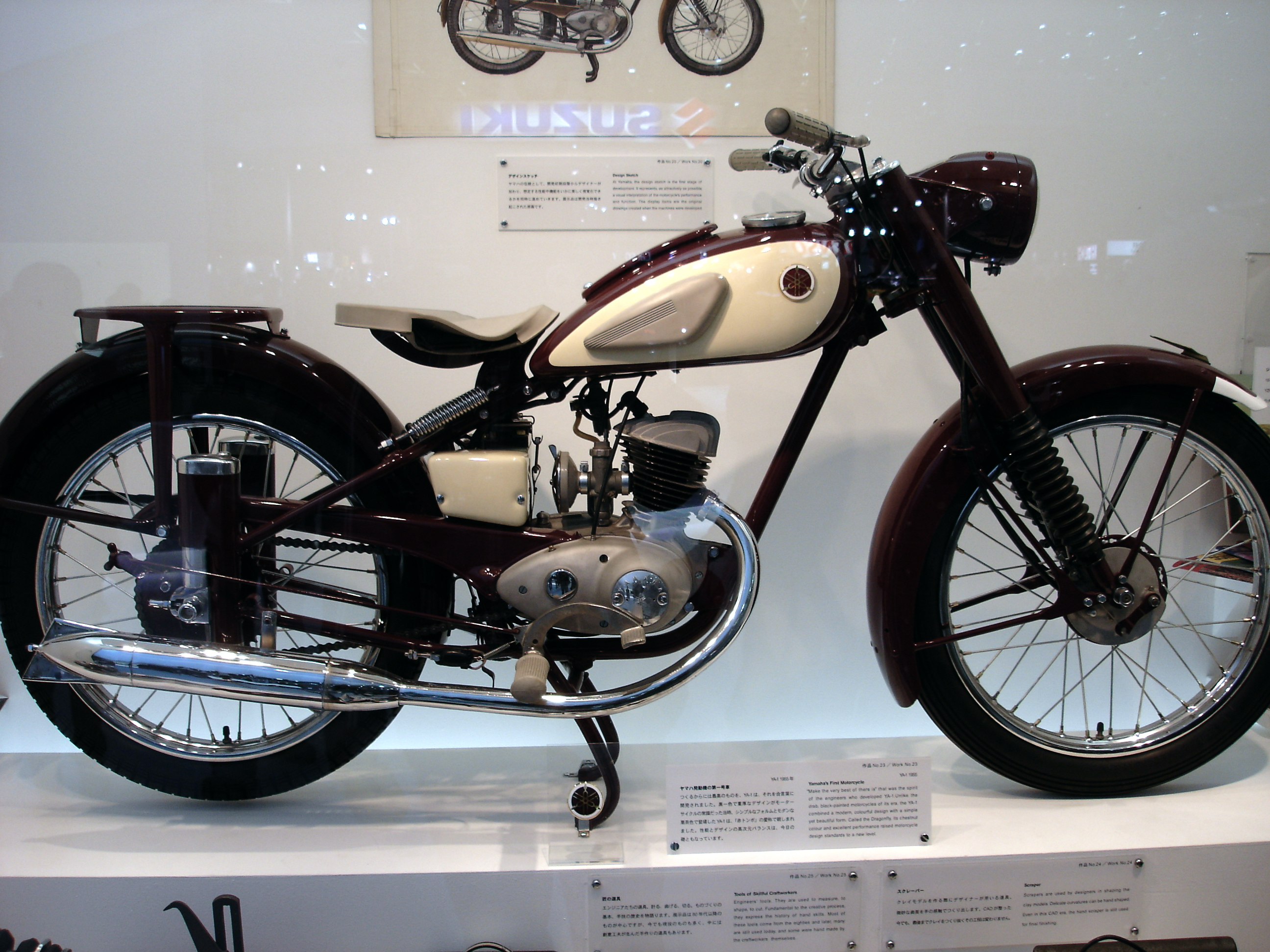
1954年式ヤマハ・YA-1。2ストロークエンジン搭載車で、内蔵式ギアボックスではあるがエンジンとは潤滑系が独立している

2ストロークガソリンエンジンは混合気をクランクケースで一次圧縮する構造を持ち、クランクケースは完全な気密性が保たれる必要がある。エンジンは2ストロークオイルを燃料に混入して気化させた状態で潤滑される。したがって、内蔵式ギアボックスを採用しているエンジンでも、エンジンとギアボックスの潤滑系は分離されていて、2ストロークエンジンの内蔵式ギアボックスには分割式ギアボックスと同様にギアオイルを使用する必要がある。

## 歴史

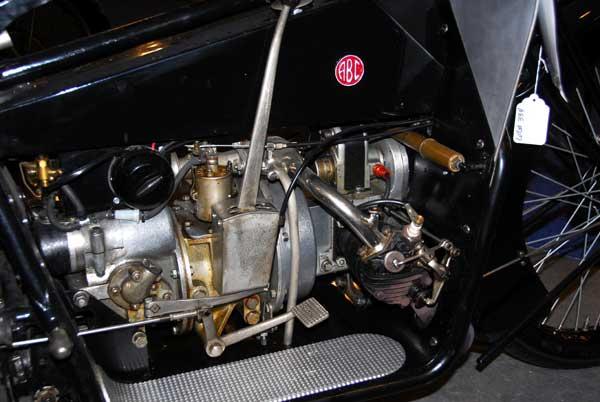
1921年製ABCモーターサイクル水平対向2気筒エンジンと内蔵式ギアボックス

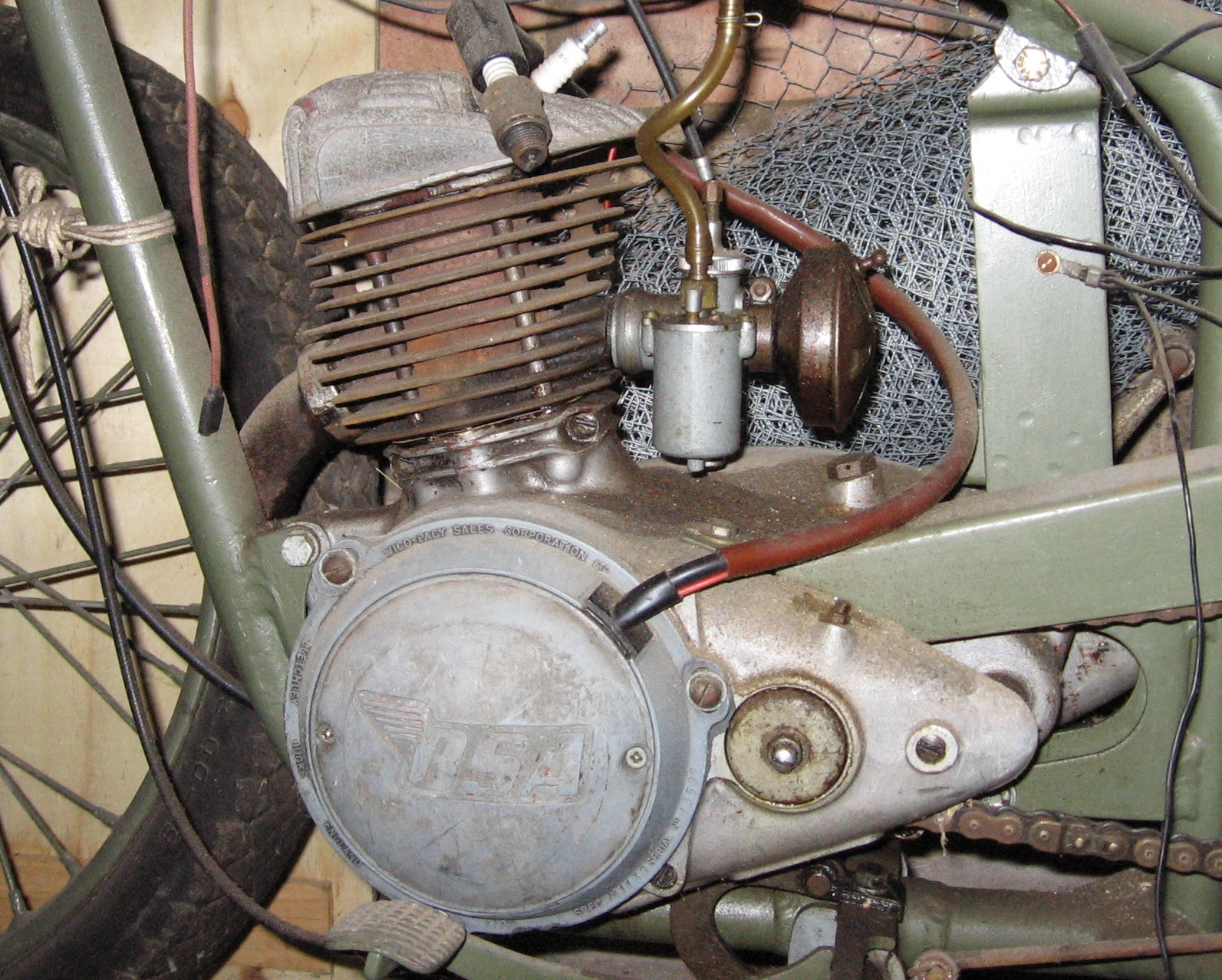
en:BSA Bantam D1の2ストローク125ccエンジンと内蔵式ギアボックス

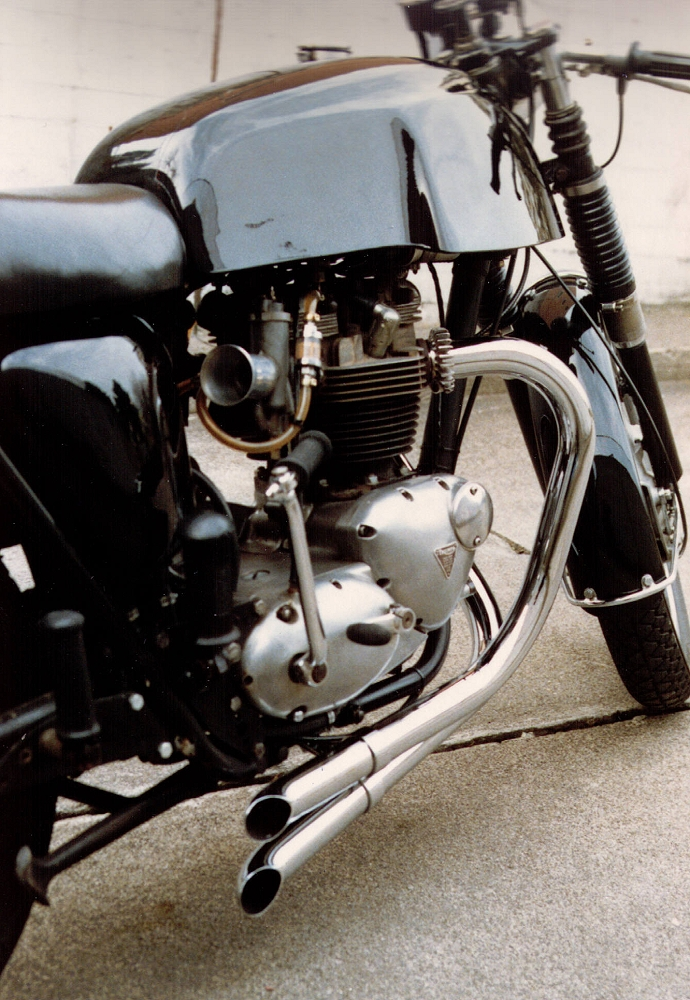
en:Triumph BonnevilleのT120エンジンと内蔵式ギアボックス

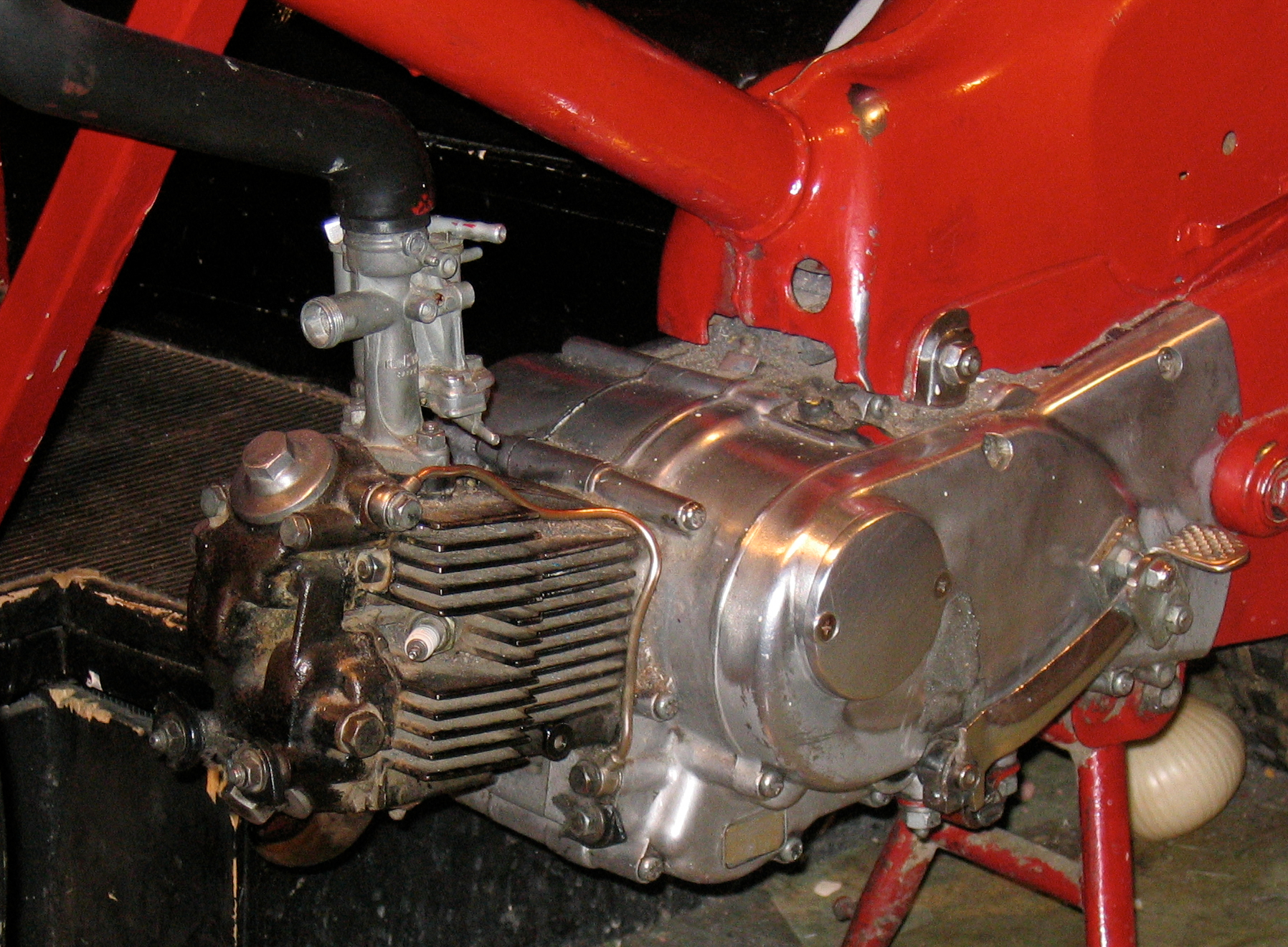
ホンダ・スーパーカブのエンジン。典型的な垂直分割型クランクケースを採用している。

最初に登場した内蔵式ギアボックスは分離式ギアボックスと同様に、クランクシャフトからインプットシャフトへの駆動伝達にプライマリーチェーンを用いた構造となっている。
1908年にen:Alfred_Angas_Scottがen:The Scott Motorcycle Companyを創業。
1911年、Singerが299ccと535ccのオートバイを発売した。
1914年、ABCモーターサイクルがen:Granville Bradshawの設計したソッピース航空機用の水平対向2気筒エンジンのオートバイを発売した。
1921年、イタリアのBianchiモーターサイクルが600ccサイドバルブV型2気筒エンジンのオートバイを発売した。
1923年、ローバーは250ccのオートバイを発売、翌1924年には350ccモデルも登場するが、1925年には生産終了となってしまう。
1923年、トライアンフは当時としては先進的な3速トランスミッションを内蔵式とした346cc単気筒サイドバルブのModel LSを発売する。しかし販売数は伸び悩み、1925年には製造を終えた。
1923年、ドイツのBMWは498ccの水平対向2気筒に縦置き一体型ギアボックスとシャフトドライブを採用したen:BMW_R32を発売する。。
1924年、ベルギーのファブリック・ナショナルは1922年に発売していた単気筒エンジン搭載のFN 285TTの分離式ギアボックスをベースにエンジンとギアボックスをチェーンドライブではなくギア駆動としたもの(semi unit construction)の生産をやめ、内蔵式ギアボックスに移行した。
1928年、BSAは2ストローク単気筒175ccエンジンに内蔵式ギアボックスを組み合わせたオートバイ、Model A30-1/A30-2を発売したが、このオートバイは1年で生産終了となった。
1930年、トライアンフはModel Xという175cc2ストローク単気筒2速MTのオートバイを発売し、トライアンフとして初めて完全一体型ギアボックスを採用した。
1932年、New ImperialモーターズはModel 23 Unit Minor 150とModel 30 Unit Super 250という内蔵ギアボックスを採用したオートバイを発売し、同社のオートバイには、1938年に事業撤退するまで内蔵ギアボックスは採用された。
1938年、en:Francis-Barnettは125ccエンジンに内蔵式ギアボックスを採用したFrancis-Barnett Snipeを発売した。
1946年、Vincentモーターサイクルはen:Vincent_RapideSeries Bにおいて、内蔵式ギアボックスを採用した。
1947年、SunbeamはSunbeam S7においてOHV直列2気筒縦置きエンジンに内蔵式ギアボックスを採用した。。
1957年、トライアンフはen:Edward_Turnerの設計による、内蔵式ギアボックス採用の並列2気筒エンジン搭載車、en:Triumph_Twenty_One(3TA)を発売した。
今日でもハーレーはビッグツイン系列は分離式ギアボックス、スポーツスター系列は内蔵式ギアボックスを採用している。
1958年、アリエルはアリエル・リーダーに内蔵式ギアボックスを採用した。
1975年、日本の川崎重工業がカワサキ・W1の生産を終了したことで日本のオートバイから分離式ギアボックスの車種はなくなり、内蔵式ギアボックスの車種だけとなった。